# Акцизний податок в Україні
Акцизний податок — це непрямий податок на споживання підакцизних товарів (продукції), що включається до ціни таких товарів (продукції). Це непрямий податок, який сплачують виробники чи продавці, призначений для регулювання попиту на певні товари (БО-17-1, 2018 рік) Статтею 215 Податкового кодексу України визначено наступний перелік підакцизних товарів:
- спирт етиловий та інші спиртові дистиляти, алкогольні напої, пиво;
- тютюнові вироби, тютюн та промислові замінники тютюну;
- нафтопродукти, скраплений газ;
- легкові автомобілі, кузови до них, причепи та напівпричепи, мотоцикли;
- електрична енергія.

Із набуттям чинності Податкового кодексу України коло платників акцизного податку розширено. Поряд із виробниками та імпортерами підакцизних товарів до його переліку віднесено:
- особу, яка реалізує підакцизні товари, які конфісковані, є безхазяйними, за якими не звернувся власник до кінця строку зберігання, та підакцизні товари (продукцію), що за правом успадкування чи на інших законних підставах переходять у власність держави;
- особу, яка не забезпечила цільове використання підакцизних товарів (продукції), на які встановлено нульову ставку податку (зокрема спирт для виробництва продукції, визначеної у статті 229 Податкового кодексу України, легкі та важкі дистиляти для виробництва етилену), або не підлягають, або звільняються від оподаткування.

Крім того, при імпорті підакцизних товарів платниками є:
- фізична особа-резидент або нерезидент, яка ввозить підакцизні товари (продукцію) на митну територію України в обсягах, що підлягають оподаткуванню, відповідно до митного законодавства;
- особа, яка реалізує або передає у володіння, користування чи розпорядження підакцизні товари (продукцію), що були ввезені на митну територію України зі звільненням від оподаткування до закінчення строку, визначеного законом відповідно до пункту 213.3 статті 213 Податкового кодексу України;
- особа, на яку покладається дотримання вимог митних режимів, що передбачають звільнення від оподаткування у разі порушення таких вимог.

Замовники, за дорученням яких виробляються підакцизні товари (продукція) з давальницької сировини, сплачують податок виробнику.
Реєстрація у контролюючих органах як платника податку суб'єкта господарювання, постійного представництва, які здійснюють діяльність з виробництва підакцизних товарів (продукції), яка підлягає ліцензуванню, здійснюється на підставі відомостей щодо видачі такому суб'єкту відповідної ліцензії. 
Органи ліцензування, що уповноважені видавати ліцензії на зазначені види діяльності, зобов'язані надати контролюючому органу за місцезнаходженням юридичних осіб, постійних представництв, місцем проживання фізичних осіб - підприємців інформацію про видані, переоформлені, призупинені або анульовані ліцензії у п'ятиденний строк з дня здійснення таких дій. 
Об'єктом оподаткування акцизним податком є реалізація підакцизних товарів (продукції). Тобто будь-які операції на митній території України, що передбачають відвантаження підакцизних товарів (продукції) згідно з договорами купівлі-продажу, міни, поставки та іншими господарськими, цивільно-правовими договорами з передачею прав власності або без такої, за плату (компенсацію) або без такої, незалежно від строків її надання, а також безоплатного відвантаження товарів, у тому числі з давальницької сировини. Також до об'єктів оподаткування акцизним податком відноситься: реалізація (передача) підакцизних товарів з метою власного споживання, промислової переробки, здійснення внесків до статутного капіталу, а також своїм працівникам; ввезення підакцизних товарів на митну територію України; реалізація конфіскованих підакцизних товарів, підакцизних товарів визнаних безхазяйними, чи за якими не звернувся власник до кінця строку зберігання, підакцизних товарів, що за правом успадкування чи на інших законних підставах переходять у власність держави та ін. До об'єктів оподаткування віднесено також обсяги та вартість втрачених підакцизних товарів із вини платника податку.
Податковим кодексом України встановлений широкий перелік операцій, які не підлягають та звільняються від акцизного оподаткування. Так, не підлягають оподаткуванню операції з вивезення (експорту) підакцизних товарів (продукції) платником податку за межі митної території України. До операцій, які звільняються від оподаткування акцизним податком Податковий кодекс України відносить: придбання за кошти державного та місцевих бюджетів, фондів загально-обов'язкового державного страхування легкових автомобілів спеціального призначення для інвалідів, Міністерства охорони здоров'я, Міністерства надзвичайних ситуацій; ввезення підакцизних товарів для офіційного та особистого використання дипломатичними та консульськими представництвами іноземних держав.
База оподаткування залежить від виду застосовуваної ставки акцизного податку. Передбачено три види податкових ставок: адвалорні, специфічні, адвалорні та специфічні одночасно (змішані).
Адвалорні ставки встановлюються у відсотках до вартості товару. Специфічні ставки встановлюються у грошовому виразі на одиницю товару, представлену у фізичних одиницях виміру (кг, л, см³, штуки). Застосовуються до підакцизних товарів (продукції) таких як: спирт етиловий, алкогольні напої, нафтопродукти, скраплений газ, транспортні засоби.
Адвалорні та специфічні одночасно (змішані) встановлюються одночасно за ставками у відсотках до вартості товару та у твердих сумах з одиниці реалізованого товару (продукції). Застосовуються до тютюнових виробів, тютюну та промислових замінників тютюну.
У разі обчислення податку із застосуванням адвалорних ставок базою оподаткування є: 
- вартість реалізованого товару (продукції), виробленого на митній території України, за встановленими виробником максимальними роздрібними цінами з урахуванням податку на додану вартість та акцизного податку;
- вартість товарів (продукції), що ввозяться на митну територію України, за встановленими імпортером максимальними роздрібними цінами на товари (продукцію), які він імпортує, з урахуванням податку на додану вартість та акцизного податку;
- вартість реалізованої виробленої виробником електричної енергії, обчислена на підставі цін, що склалися на ринку електричної енергії в звітному (податковому) періоді без урахування податку на додану вартість та акцизного податку.

Ставки акцизного податку, визначені в Податковому кодексі України, не є постійними, а щорічно переглядаються. Передбачається щорічне внесення Кабінетом Міністрів України до 1 червня до Верховної Ради України проекту закону про внесення змін до Податкового кодексу України щодо абсолютних ставок оподаткування акцизним податком з урахуванням індексів споживчих цін та цін виробників промислових товарів.
У залежності від напрямку використання підакцизних товарів передбачається встановлення податкових пільг. Під податковою пільгою щодо даного податку розуміється застосування нульової податкової ставки. Новацією Податкового кодексу України є встановлення пільг з оподаткування нафтопродуктів. Зокрема, встановлено, що легкі дистиляти та важкі дистиляти можуть бути реалізованими як сировина для виробництва етилену за нульовою ставкою.
Визначення дати виникнення податкових зобов'язань наближено до вимог бухгалтерського обліку та залежить від виду операцій, що здійснюються з підакцизними товарами:
- щодо підакцизних товарів, вироблених на митній території України, — дата їх реалізації виробником;
- щодо зіпсованого, знищеного, втраченого підакцизного товару — дата складання відповідного акта;
- у разі ввезення підакцизних товарів на митну територію України — дата подання митної декларації або дата нарахування податкового зобов'язання митним органом;
- при передачі підакцизних товарів, вироблених з давальницької сировини, — дата їх відвантаження виробником замовнику або за його дорученням іншій особі;
- при використанні підакцизних товарів (продукції) для власних виробничих потреб — дата їх передачі для такого використання.

Сума акцизного податку визначається платником податку самостійно, виходячи з об'єктів оподаткування, бази оподаткування та ставок цього податку. Якщо ставку податку встановлено не у гривнях, а в євро, то до бюджету акцизний податок все рівно сплачується у гривневому еквіваленті.
Строки сплати акцизного податку становлять:
- для виробників підакцизних товарів на митній території України — протягом 10 календарних днів, що настають за останнім днем граничного строку для подання податкової декларації за місяць;
- для алкогольних напоїв, при виробництві яких використовується спирт етиловий неденатурований, — при придбанні марок акцизного податку;
- для власників продукції, виробленої з давальницької сировини, — не пізніше дати відвантаження готової продукції;
- для імпортованих підакцизних товарів (крім маркованої продукції) — до або в день подання митної декларації;
- для імпортерів маркованої підакцизної продукції — при придбанні марок акцизного податку з доплатою (у разі потреби) на день подання митної декларації.

Декларацію з акцизного податку платники податку з підакцизних товарів, вироблених на митній території України, та імпортери алкогольних напоїв та тютюнових виробів мають подавати щомісяця не пізніше 20 числа наступного періоду.
Певні особливості оподаткування акцизним податком встановлені для алкогольних напоїв та тютюнових виробів. Обов'язковою умовою реалізації таких підакцизних товарів є наявність марок акцизного податку. Крім того, на підприємствах — виробниках спирту та лікеро-горілчаних виробів з метою забезпечення повноти сплати акцизного податку передбачено створення акцизних складів.